# Кубок Ліхтенштейну з футболу 1983—1984
Кубок Ліхтенштейну з футболу 1983—1984 — 39-й розіграш кубкового футбольного турніру в Ліхтенштейні. Титул здобув Бальцерс.

## Перший раунд
| Команда 1   | Рахунок | Команда 2 |
| ----------- | ------- | --------- |
| Ешен-Маурен | 3–1     | Руггелль  |
| Трізенберг  | 1–3     | Трізен    |
| Вадуц       | 2–0     | Шан       |

Вільний від першого раунду Бальцерс.

## 1/2 фіналу
| Команда 1   | Рахунок | Команда 2 |
| ----------- | ------- | --------- |
| Вадуц       | 3–0     | Трізен    |
| Ешен-Маурен | 0–2     | Бальцерс  |

## Фінал
| 31 травня 1984 |

| Бальцерс | 2–0 | Вадуц |
| -------- | --- | ----- |
|          |     |       |

| Шан |